# Ferrum (Virgínia)
Ferrum é uma Região censo-designada localizada no estado norte-americano de Virginia, no Condado de Franklin.

## Demografia
Segundo o censo norte-americano de 2000, a sua população era de 1313 habitantes.

## Geografia
De acordo com o United States Census Bureau tem uma área de
24,0 km², dos quais 24,0 km² cobertos por terra e 0,0 km² cobertos por água. Ferrum localiza-se a aproximadamente 405 m acima do nível do mar.

## Localidades na vizinhança
O diagrama seguinte representa as localidades num raio de 24 km ao redor de Ferrum.